# Iván Drago
Iván Drago (en ruso: Иван Драго) es un personaje de ficción en la película Rocky IV de 1985, en la que es el rival de Rocky Balboa y el antagonista principal; también es padre de Viktor Drago. Él es interpretado por el actor sueco Dolph Lundgren. Al igual que el personaje de Clubber Lang de Rocky III, el personaje y sus eslóganes han inspirado a múltiples menciones en la cultura popular, de hecho es concebido como un concepto de hombre-máquina o máquina humana.
Una encuesta de ex boxeadores (entre los que destacan los excampeones de peso pesado Riddick Bowe y James Smith) y prominentes escritores de boxeo, clasificaron a Drago como el tercer mejor peleador en la serie de películas Rocky.

## Biografía
Ivan Drago (Dolph Lundgren) es un medallista olímpico de oro y un boxeador amateur de la Unión Soviética, quien posee el récord amateur de 100-0-0 (100 nocauts). Mide 1.96 m y pesa 118 kg. Posee un golpe de entre 1800 y 2000 psi, cuando el de la mayoría de los boxeadores es de apenas 700 psi. Él también es un capitán de infantería del Ejército Rojo, y como puede verse en su pecho, fue galardonado con el premio de Héroe de la Unión Soviética.
Su ritmo cardíaco y poder de punción se miden constantemente a través de computadoras durante sus entrenamientos. Drago se ve recibiendo inyecciones intramusculares en la película, lo que implicaría ser esteroides anabólicos, aunque la naturaleza real de la solución inyectada nunca se declara explícitamente en la película.
Drago está casado con otra atleta, Ludmilla Vobet Drago (Brigitte Nielsen), que se menciona como una doble medallista de oro en natación. Ella es mucho más articulada que Drago, que rara vez habla, y siempre habla en su nombre en conferencias de prensa y entrevistas. Ella rechaza las acusaciones sobre el uso de esteroides de Drago, explicando el tamaño y la fuerza de su marido diciendo: "Él es como Popeye, come su espinaca todos los días".

## Apariciones

### Rocky IV
En Rocky IV, los entrenadores de Drago (Dolph Lundgren), Sergei Igor Rimsky (George Rogan) y Manuel Vega (James Green), junto con su esposa Ludmilla (Brigitte Nielsen), están convencidos de que puede derrotar a cualquier boxeador. Drago entra en el boxeo de peso pesado profesional en el comienzo de la película, como ha declarado a la prensa. El excampeón Apollo Creed (Carl Weathers), ahora de 43 años, sale de su retiro para desafiar a Drago a una pelea de exhibición, promovido por el ex rival de Creed, Rocky Balboa (Sylvester Stallone). Creed, que lleva su traje de boxeo inspirado en la bandera de Estados Unidos, llega al ring teniendo como tema de entrada la canción "Living in America", cantado por James Brown. Antes de que empiece la pelea, Drago murmura "You will lose (Vas a perder)". Durante la pelea, Apollo no es rival para el luchador soviético. Drago incluso continúa atacando a Creed después de que la campana estuviese sonando para terminar el asalto, a pesar de ser una pelea de exhibición en vez de una profesional. En la esquina de Apollo, Rocky contempla si tirar la toalla y entregar la pelea (contra las instrucciones dadas por Apollo), pero en su lugar decide aferrarse a la toalla. Indefenso, Apollo continúa recibiendo golpes a la cabeza hasta que Drago finalmente lo mata con un golpe final a la cabeza. Drago no muestra remordimientos sobre lo que le sucedió al ex campeón, simplemente declara en una entrevista después de la pelea que "If he dies, he dies (Si se muere, se muere)". Para vengar la muerte de Apollo, Rocky viaja a la Unión Soviética para luchar contra Drago en Moscú.  La pelea se convierte en una guerra larga y prolongada entre Rocky y Drago, y para sorpresa de todos, Rocky consigue dañar severamente a Drago y la multitud comienza a animar a Rocky, mientras que al comienzo de la pelea, eran hostiles hacia él. El promotor de Drago -un funcionario soviético/alemán- lo insulta, alegando que al permitir que un estadounidense pelee tan admirablemente en suelo ruso, Drago está deshonrando a la Unión Soviética. El enfurecido Drago lo agarra por la garganta, lo arroja fuera del ring, y proclama que él sólo lucha por sí mismo. Sobre el final de la pelea puede inferirse que Drago empieza a tener admiración por Balboa ya que en un momento entre el asalto en su esquina dice: "No es humano, es como un bloque de hierro" y al comenzar el 15º asalto final le dice a Rocky al chocar los guantes: "Hasta el final". Rocky derrota a Drago por nocaut en ese mismo asalto a 18 escasos segundos del final del combate, el cual habría ganado Drago por puntos con 100-97, 100-97, 100-96 según el dictamen de los tres jueces (un checo, un angoleño y un mongol, todos afines al régimen comunista).

### Rocky V
En Rocky V, se revela que el castigo que Drago (Dolph Lundgren) infligió a Rocky (Sylvester Stallone) dejó a éste con daño cerebral, lo que le hizo confundir a la gente, ver visiones y varias otras cosas. Durante la pelea de Rocky con Tommy Gunn (Tommy Morrison), Rocky ve visiones de Drago matando a Apollo mientras cree que está a punto de sufrir el mismo destino en las manos de Tommy, hasta que una visión de Mickey (Burgess Meredith) le inspiró para levantarse y derrotar a Tommy.
Según Rocky: The Ultimate Guide, a Drago no se le permitió reanudar su carrera de boxeo después de su derrota ante Rocky Balboa debido a la circunstancia especial de que no podía convertirse oficialmente en profesional en la Unión Soviética. Sin embargo, Drago se convirtió en profesional después de la caída de la Unión Soviética y acumuló un récord de 31-0 (31 nocauts), mientras que también ganó un título de peso pesado. Nunca unificó el título o luchó contra los contendientes más altos (como un profesional) debido a la política promocional.

### Creed II
En la película sin embargo, se revela que, después de su derrota ante Rocky, Ivan fue deshonrado por la URSS y Ludmilla lo dejó, por lo que tuvo que criar a su hijo, Viktor Drago, por su cuenta. Tras el final de la Guerra Fría, se vio obligado a mudarse a Ucrania, donde vivió una vida modesta mientras entrenaba implacablemente a su vástago para que fuera un boxeador aún más formidable que él. En Creed II, después de que Viktor derrota a todos los oponentes que enfrenta en Ucrania, y Adonis Creed gana el Campeonato Mundial de Peso Pesado de la CMB, Iván, su hijo y el promotor Buddy Marcelle viajan a Filadelfia para desafiar a Adonis por el título. Ivan visita a Rocky en su restaurante para decirle cómo es que su derrota frente a él le costó todo (haciendo alusión a que vivió como un perro callejero, porque que se quedó sin nada, salvo la voluntad de vivir y pelear), y amenaza con vengarse de su pérdida a través de Viktor diciéndole a Balboa: "Mi hijo, va a romper a tu muchacho".
Después de que Adonis acepta la pelea y Rocky se niega a entrenarlo, Ivan intensifica el entrenamiento de su hijo. Durante el pesaje antes de la pelea, se burla de Adonis, diciéndole que es mucho más pequeño de lo que era Apollo. Ante esto, Adonis empuja a Ivan y Viktor lo empuja a él, desatando una riña entre ambos lados.
En su primera pelea, Viktor golpea salvajemente a Adonis, rompiéndose las costillas y lesionándose brutalmente los riñones, pero es descalificado por darle un puñetazo a Adonis cuando ya había caído. Con Adonis herido y su confianza destrozada, Viktor asciende a la cima del mundo del boxeo gracias a sus inigualables golpes de poder, entonces la buena posición de su padre con Rusia se ha restaurado parcialmente. Ludmilla aparece durante una cena, causando que su hijo salga furioso y asqueado de ver a la mujer que lo abandonó y posteriormente regañando a su padre por buscar la aprobación de las mismas personas que le dieron la espalda cuando los necesitaban, entonces Ivan le grita en respuesta: "¡Perdí! ¡Yo perdí! Pero tú, no vas a perder"
Luego del primer encuentro Creed vs Drago, Rocky regresa como entrenador de Adonis y le comentan que la revancha será en Rusia. Siendo así, Ivan lleva a su vástago al límite del entrenamiento para el combate. Sin embargo, Adonis pasó sus sesiones con Rocky entrenando su cuerpo para absorber repetidamente el fuerte impacto, y utiliza la falta de técnica de Drago y la dependencia de los golpes de poder para su ventaja. En el combate Viktor entra a la décima ronda con una ligera ventaja, pero comienza a cansarse, ya que nunca había pasado de la cuarta ronda en peleas anteriores sin noquear a su oponente. Adonis derriba dos veces en la ronda a su oponente, causando que varios de sus partidarios, incluyendo a Ludmilla, abandonen la pelea. Al ver que su hijo no puede defenderse, Ivan tira la toalla, detiene la pelea y permite que Adonis salga victorioso. Ivan abraza a su hijo derrotado después de la pelea, asegurándole que está bien y que está orgulloso de él.
Finalmente en paz con su pasado, Iván se enfoca en desarrollar un vínculo más profundo con su hijo, entrenando con él de lado a lado.

## Personalidad
A diferencia del flamboyante Apollo Creed (Carl Weathers) y de los impetuosos oponentes de Rocky, Iván Drago es tranquilo y no jactancioso. Impulsado por su deseo de ser el mejor a toda costa, esta manera solitaria en la que persigue este objetivo le priva de su humanidad. Muchos televidentes y críticos han sugerido que Drago estaba destinado a simbolizar la percepción de los  Estados Unidos sobre la Unión Soviética: inmensa, poderosa y sin emociones. Esto se pone de manifiesto por como le provoca la muerte a Apollo Creed en una pelea de exhibición, así como por su reacción insensible ante las noticias de la muerte de su oponente. Drago generalmente permite que su esposa y entrenadores hablen en su nombre a la prensa. El personaje sólo dice oraciones cortas a lo largo de la película, todas las declaraciones breves y cortas, entre las cuales destacan las de "If he dies, he dies (Si se muere, se muere)", y "I must break you (Voy a romperte)". En realidad, el diálogo más largo de Iván Drago llega después de matar a Apollo Creed en el ring. "Nadie puede vencerme. Yo venzo a todos los hombres. Pronto, derrotaré al campeón. Si se muere, se muere".
Algunos, sin embargo, han notado el individualismo de Drago. Hacia la conclusión de la película, cuando Drago es confrontado por un funcionario del Partido Comunista, le grita  "¡Lucho para ganar PARA MÍ! ¡¡¡PARA MÍ!!!" Drago quiere ganar, pero no para la multitud, no para la nación, no para el partido comunista, no para el politburó, quiere ganar por sí mismo.
Sin embargo, las cosas se pusieron a duda en la película Creed II, pues al parecer, Ivan trata de usar a su hijo para recuperar su prestigio manchado, pero, luego nos enteramos de que el motivo de que trate de ser bien percibido por quienes lo abandonaron, es porque no desea que a su hijo le ocurra lo mismo que a él. Finalmente se da entender que se preocupa mucho por su hijo, pues con tal de evitar que sufra lesiones graves a manos de Adonis, tira la toalla haciendo que pierda la pelea automáticamente.

## Producción
Sylvester Stallone quería darle más realismo a las escenas y le pidió al actor que interpretaba a Iván Drago, Dolph Lundgren, que realmente lo golpeara en las filmaciones. "Oye, tengo una idea, por los primeros 45 segundos, realmente inténtame noquear, trata de hacerlo", recuerda Stallone que le dijo a Lundgren. "Mala idea. Llega y ¡boom!,¡boom! Me pega en el pecho. Wow. ¡Corte, corte, corte! Y me dice, '¿qué, qué?' Pensé que había tenido un accidente de auto". Stallone aseguró que luego de la tercera toma sintió que le quemaba el pecho, pero lo ignoró. Esa noche la presión arterial se le subió hasta 260, y no podía respirar bien, por lo que tuvo que ser trasladado desde Canadá, donde filmaban, hasta California, para ser internado en cuidados intensivos durante cinco días. Lundgren lo había golpeado tan fuerte en el pecho que su corazón se había golpeado contra el esternón y comenzó a inflamarse.
Stallone también cuenta la anécdota de cuando Dolph Lundgren sacudió a Carl Weathers, el actor que interpretaba a Apollo Creed. El físico de Apollo Creed era envidiable, y de hecho, el actor Carl Weathers había jugado en la NFL en 1970 y 1971 con los Raiders de Oakland. Según lo que contó Sylvester Stallone, hubo un momento de la filmación en que en una secuencia de combate, Iván Drago toma a Apollo Creed, lo levanta y lo lanza unos metros contra la esquina. El actor que daba vida a Apollo, Carl Weathers, realmente se molestó ya fuera del personaje, gritó que le llamaría a su representante y que renunciaba a su trabajo en la película, pero lograron convencerlo de que no lo hiciera.

## Impacto cultural
Los comentarios sobre Drago a menudo lo caracterizan como una representación hiperbólica del poder ruso en el contexto de la última parte de la Guerra Fría. Este simbolismo es particularmente claro en algunas líneas de la película, como el locutor de radio que dice, "Ivan Drago es un hombre con un país entero en su esquina". Otros han caracterizado a Drago en contraste con Rocky, el prototipo de héroe americano, y que la derrota de Drago representa un desmoronamiento de la Unión Soviética.
En 2004, The Washington Times hizo referencia a Drago en una comparación de la rivalidad olímpica estadounidense-soviética durante la Guerra Fría: "El nacionalismo hace que las olimpiadas valgan la pena mirar." Patrick Hruby del Times señaló que: "Sin una encarnación de la rivalidad como Ivan Drago, los Juegos Olímpicos no serían tan divertidos".